# Eritrichium splendens
Eritrichium splendens är en strävbladig växtart som beskrevs av Thomas Henry Kearney och W. F. Wight. Eritrichium splendens ingår i släktet Eritrichium och familjen strävbladiga växter. Inga underarter finns listade i Catalogue of Life.